# شاكر خصباك
شاكر خُصباك (1930 - 24 نوفمبر 2018) جغرافي وكاتب قصصي ومسرحي عراقي. ولد في مدينة الحِلة ودَرَس فيها الابتدائية والمتوسطة والثانوية. تابع دراسته بجامعة الملك فؤاد الأول (جامعة القاهرة لاحقًا)، حيث نال الليسانس في الجغرافيا سنة 1952، ثم نال درجة الدكتوراه عام 1958 من جامعة لندن. درَس في جامعات بغداد والرياض وصنعاء لسنين طويلة. تعرض لمضايقات في العراق البعثي. نال درجة الأستاذية سنة 1974 وعاش معظم حياته في اليمن، الشمالي وبعد الوحدة. بدأ الكتابة الأدبية منذ 1945 وله أكثر من ستين كتاباً في القصة والرواية والمسرح والنقد والمذكرات، وكذلك المؤلفات والترجمات الجغرافية. توفي مريضًا أثناء وجوده في سان فرانسيسكو عن عمر يناهز 88 عامًا.

## سيرته
ولد شاكر خٌصْباك سنة 1930 م / 1349 هـ في الحلة بالمملكة العراقية من عائلة عربية ميسورة. خاله هو شاعر ثورة العشرين محمد مهدي البصير. شغف بالقصة منذ طفولته، وتأثر من مجلة «سمير التلميذ» المصرية للكتابة القصة. وفي سنة خامسة الابتدائي جمع مجموعة قصصية وعرضتها على معلمه في اللغة العربية الذي شجعه على مداومة كتابة القصة. تلقى علومه الابتدائية والثانوية في الحلة. وفي المرحلة الإعدادية تعرف على كتب محمود تيمور، وانعقد بينهما صداقة بالمراسلة. ثم حصل على ليسانس في العلوم الاجتماعية من جامعة القاهرة سنة 1950. تابع دروسه العالية‌ في بريطانيا ونال الماجستير والدكتوراه في الجغرافية الإجتماعية سنة 1958.

عمل أستاذ الجغرافيا في جامعة بغداد حتى عام 1962 وعُيّن نائبا لعميد كلية الآداب إلى أن حصل انقلاب عام 1963 فعُزل عن منصبه وسجن لمدة ستة أشهر بتهمة الانضمام إلى التنظيمات الشيوعية. ونتيجة مضايقته غادر العراق البعثي. عمل في جامعة الرياض بين 1964-68. ثم استقر في اليمن نحو 25 سنة وتقرُب من عبد العزيز المقالح وعمل فيها أستاذاً للجغرافيا في جامعتها.

توفي يوم 24 نوفمبر 2018/ 16 ربيع الأول 1440 عن عمر يناهز 88 سنة أثناء زيارته السنوية التي كان يقوم بها لابنه وابنته المقيمين في سان فرانسيسكو في الولايات المتحدة  إثر صراع لبضع سنوات مع مرض لازمه منذ وصوله لتلك البلاد التي رحل إليها من اليمن.

## في الأدب
كتب شاكر خصباك 35 عملًا ادبيًا منها 15 رواية. تميز بقربه من الإنسانية والواقعية. أصدر في القاهرة مجموعته القصصية الأولى «صراع» سنة 1948 وظهر فيها مدى تأثره في كتابة القصة بتجربة محمود تيمور، الذي أهدى خصباك له تلك المجموعة. ثم برز كاتباً في المجلات الأدبية والثقافية في الأربعينيات والخمسينيات القرن العشرين. ثم صدرت مجموعته القصصية «حياة قاسية» وبعدها بدأ الكتابة للمسرح فكتب «بيت الزوجية» وأصدر رواية «الشيء»، ثم رواية «الحقد الأسود»، التي عنونها لاحقاً بـ«السؤال»، وتناول فيهما التعذيب خلال الفترة التي جاء فيها البعث. عاد للعراق لاحقاً عام 1969، وكتب عن العراق البعثي، ويُعدّ من رواد أدب السجون.

## جوائزه وتكريمه
- 2008 درجه اسمه في المركز البيوغرافي الدولي كأحد علماء الجغرافيا المعاصرين الذين أغنوا هذا العلم بمؤلفاتهم وترجماتهم.[6]
- 10 يونيو 2008: أقيم حفل تكريمه في قاعة مركز الدراسات والبحوث اليمني بصنعاء وصدرت مؤلفاته الأدبية في ثمانية مجلدات.[6]

## مؤلفاته
- «صراع»، 1948
- «حياة قاسية»، 1951
- «عهد جديد»، 1951
- «الحقد الأسود»، 1966
- «حكايات من بلدتنا»، 1967
- «السؤال»، رواية، 1990
- «أحلام ضائعة»، 1989

من مسرحياته:
- «بيت الزوجيّة»، 1962
- «الغرباء»، 1965
- «الشيء»، 1966

من مؤلفاته في الجغرافيا:
- «نحو السكان في لواء السليمانية»، بالإنجليزية، 1960
- «جغرافية العراق»، بالإشتراك، 1961
- «العراق الشمالي: دراسة لنواحيه الطبيعية والبشرية»، 1973
- «في الجعرافية العربية: دراسة في التراث الجغرافي العربي»، 1975
- «كتابات مضيّعة في التراث الجغرافي العربي»، 1979

من دراساته ومقالاته:
- «أنطون تشيخوف، بمناسبة الذكرى الخمسينية لوفاته، دراسة: قصص، مسرحيات»، 1954
- «الكرد والمسألة الكردية»، 1959
- «الأكراد: دراسة جغرافية إثنوغرافية»، 1972
- «دولة الإمارات العربية المتحدة، دراسة في الجغرافية الاجتماعية»، 1977
- «ابن بطوطة ورحلته»، 1981
- «الجعرافية عند العرب»، 1986
- «تطور الفكر الجغرافي»، 1986
- «الكرد والمسألة الكردية»، 1989

ونشر له أيضًا:
- «مختارات من مسرح شاكر خصباك»، 1962 و1989
- «تساؤلات: خواطر فلسفية»، مجموعة مقالات، 1991
- «شاكر خصباك - الأعمال الإبداعية»، 2007

ومن ترجماته:
- «الارتياد والكشف الجغرافي»
- «إعلام الجغرافية الحديثة»
- «المدخل في دراسة الجغرافية»

## وصلات خارجية
- في موقع الأرشيف المجلات